# Arturo Jiménez Montilla
Arturo Ignacio Jiménez Montilla (San Miguel de Tucumán, 6 de abril de 1919-desconocido) fue un abogado y político argentino del Partido Justicialista, que se desempeñó como senador nacional por la provincia de Tucumán entre 1985 y 1992.

## Biografía
Nació en San Miguel de Tucumán en 1919. Adhirió tempranamente al peronismo, siendo apoderado general del Partido Peronista de Tucumán hasta 1955. Abogado de profesión, se desempeñó como asesor letrado en la localidad tucumana de Monteros entre 1946 y 1948, siendo intendente interino ese último año. Así mismo ejerció como docente.
Entre 1948 y 1955 fue diputado provincial, siendo elegido por tres períodos consecutivos. Allí fue presidente de las comisiones de Legislación General, de Asuntos Constitucionales y de Asuntos Judiciales, así como vicepresidente del bloque peronista. Entre 1983 y 1984 fue ministro de Gobierno, Educación y Justicia en la gobernación de José Pedro Fernando Riera, renunciando tras un levantamiento policial.
En su carrera también desempeñó cargos judiciales y fue profesor en la Universidad Nacional de Tucumán. En el ámbito partidario, fue vocal del consejo del Partido Justicialista (PJ) de la provincia de Tucumán desde 1983.
En junio de 1985, asumió como senador nacional por la provincia de Tucumán, en reemplazo del fallecido Ramón Adrián Araujo (quien había sido elegido dos años antes), completando su mandato hasta 1992. Inicialmente ocupó las comisiones de su predecesor, siendo vocal en las comisiones de Asuntos Constitucionales, de Legislación General, de Defensa Nacional y de Derechos y Garantías. Más tarde, presidió la comisión parlamentaria mixta Revisora de Cuentas de la Administración, integró el Parlamento Latinoamericano por Argentina y la Unión Interparlamentaria. Además, fue vicepresidente y secretario de Ciencia y Cultura del bloque de senadores justicialistas. Fue opositor a la ley de divorcio vincular debatida en el Senado y sancionada en 1987.